# Malassezióza
Malassezióza (infekce malasseziemi) je převážně sekundární onemocnění psů a koček s projevy postižení kůže a kožních derivátů. 

## Etiologie
Původce onemocnění Malassezia pachydermatis je lipofilní, nemyceliální saprofytická houba, tvořící běžnou součást mikroflóry zevního zvukovodu, análních váčků, okolí rekta a vaginy u psa. Za příznivých podmínek, jež často vznikají při jiném onemocnění kůže (seborea, atopie, bakteriální pyodermie), se malassezie rozmnoží a způsobují zánět kůže nebo zevního zvukovodu.
U koček byl v posledních letech diagnostikován nový druh Malassezia sympodiales. Nacházíme ji v zevním zvukovodu zdravých zvířat i u koček postižených otitidou.
Úloha hub rodu Malassezia jako patogenů byla dlouho sporná. Pityrosporum (dnes Malassezia) poprvé popsal Rivolta v roce 1873. O rok později Malassez zjistil souvislost mezi touto houbou a seboroickou dermatitidou u člověka spojenou s tvorbou lupů. Podobná pozorování učinil i Sabouraud v roce 1904. Jednalo se o druh původce dermatitidy u psa. Jednalo se o druh M. pachydermatis. Opětovné obnovení zájmu o tento mikroorganismus ve veterinární dermatologii však znamenala až práce Masona v roce 1991. Od té doby je malassezióza diagnostikována stále častěji.
Malassezia pachydermatis má prodloužený, oválný tvar, silnou buněčnou stěnu a charakteristický unipolární způsob pučení na poměrně široké základně. Její tvar je proto přirovnáván k lahvi, burskému oříšku nebo číslici osm.
M. sympodiales a M. furfur se liší způsobem pučení, které u těchto druhů začíná na úzké základně. Tento rozdíl lze odlišit při cytologickém vyšetření. M. sympodiales a M. furfur mají i vyšší kultivační nároky. K růstu totiž potřebují média bohatší na lipidy než M. pachydermatis. Ta roste na Sabouraudově nebo sladinkovém agaru. Při kultivaci na lipidy obohaceném médiu slouží k identifikaci rozdílný tvar kolonií M. sympodiales a M. pachydermatis.

## Patogeneze
M. pachydermatis hraje významnou úlohu při vzniku zánětu zevního zvukovodu. Je totiž součástí jeho mikroflóry až u 36 % zdravých psů a za příznivých podmínek se snadno pomnoží. 
M. pachydermatis lze snadno prokázat kultivací ze vzorků odebraných z povrchu kůže zdravých psů. Při cytologickém vyšetření najdeme tuto houbu na zdravé kůži jen zřídka, v zevním zvukovodu je možno hodnotit nález 2–4 mikroorganismů na zorné pole při velkém zvětšení jako fyziologický.
Změny v mikroklimatu kožního povrchu nebo snížení obranyschopnosti organismu způsobí přeměnu melassezie z komenzála na důležitého patogena. Mezi faktory vedoucí k rozmnožení hub patří zvýšená produkce mazu a zvýšení vlhkosti s následným porušením epidermální bariéry, alergické nebo bakteriální onemocnění kůže, stejně jako dlouhodobá aplikace kortikosteroidů či antibiotik.
U humánních atopiků byla prokázána okamžitá i pozdní hypersenzitivní odpověď na antigen M. pachydermatis. U některých jedinců hraje tedy hypersenzitivita určitou roli, jak dokazuje i nedávná studie u psů – atopiků. Podle jiné studie byl počet malassezií stanovený pomocí otisků lepicí páskou vyšší u atopických psů než u normálních jedinců, přesto počty u atopiků nedosahovaly hodnot psů s klinickou malasseziózou. Faktory, které nejvíce podmiňovaly vyšší počty hub, byly seborea, pravděpodobně nedostatečnou odpovědí T lymfocytů na malassezie se předpokládá u plemene West Highland White Terrier. S tím souvisí i výskyt malasseziózy jako sekundární komplikace při epidermální dysplazii, geneticky podmíněné poruše keratinizace specifické pro toto plemeno. Důležitou vlastností M. pachydermatis je schopnost množení v přítomnosti bakteriální infekce.

## Symptomatologie
Malassezióza postihuje psy bez ohledu na věk, plemeno či pohlaví. Přesto se projevuje vyšší náchylnost k této mykóze u následujících plemen: jezevčík, kokršpaněl, pudl, šeltie, kolie, německý ovčak, West Highland White Terrier, maltézský pinč a špringršpaněl. Onemocnění často začíná v létě nebo v období s vysokou vlhkostí (často koresponduje s vrcholem alergické sezóny) a přetrvává do zimy. Vysoký výskyt je registrován i v jarním období. Hlavním klinickým příznakem je intenzivní prutirus. Majitelé psů se také stěžuí na výrazný seboroický zápach charakteristický i pro otitidu způsobenou M. pachydermatis.
Postižení kůže se projevuje ve dvou formách, lokální a generalizované. Lokální onemocnění většinou postihuje zevní zvukovod, pysky, hlavu, ventrální část krku, meziprstí, mediální plochy stehen, axily a perianální oblast. U některých psů se faciální prutirus projevuje třením hlavy a pysků hrudními končetinami, které může mít i záchvatovitý charakter. Stává se, že tento klinický příznak je zaměněn s onemocněním CNS. Třepání hlavou, škrábání ušních boltců a othematom jsou klinické příznaky otitidy, způsobené M. pachydermatis. Pododermatitida se projevuje lízáním distálních částí končetin, spojeným se změnou barvy srsti a alopeciemi. Dermatitida v oblasti perianální a na ventrální části ocasu má na svědomí vykusování srsti a otírání dané tělní krajiny. Kožní léze mají charakter erytému, šupinatění, hyperpigmentace a traumatické alopecie. Kůže a srst jsou mastné, ohniskové léze často splývají do větších sarpiginózních celků.
Generalizované onemocnění se projevuje jako exfoliativní erytroderma s alopetickými, hyperpigmentovanými a lichenifikovanými okrsky doprovázenými šupinatěním.

## Diagnostika
Nejvhodnější metodou pro průkaz malasseziózy je cytologické vyšetření. Lze použít prostý otisk podložního sklíčka (předtím můžeme jedním rohem lézi mírně seškrábnout), vatový tampon (zvlášť vhodný pro léze v uších, meziprstí a okolí drápů), seškrab skalpelem nebo otisk lepicí páskou. Výsledek je k dispozici téměř okamžitě. Skalpel nebo lepicí páska jsou vhodnější než vatový tampon. Po odběru je nutno sklíčko fixovat teplem (neplatí pro lepicí pásku) a barvit běžným cytologickým barvením Diff Quik. Houby s charakteristickým tvarem pak hledáme při velkém zvětšení nebo s imerzí. Často je najdeme ve shlucích nebo navázané na keratinocyty.
Bioptický nález většinou představuje hyperplastickou, superficiální, perivaskulární dermatitidu s dominujícími lymfohistiocytárními buňkami. Epidermis a vrchni část infudibula chlupových folikulů vykazují spongiózu, exocytózu lymfoidních buněk a parakeratotickou hyperkeratózu. Četné houbové elementy a vzácněji i pseudohyfy najdeme ve vrstvě keratinu na povrchu epidermis i chlupových folikulů. Při sekundární bakteriální infekci nejsou vzácností neutrofily, mikroabscesy, pustuly a superficiální folikulitida. M. pachydermatis je často izolován z povrchu kůže u biopsií odebraných z dermatitid zcela jiné etiologie. Přítomnost hub v chlupových folikulech ale vždy potvrzuje jejich patogenní úlohu.
Rutinně provedený odběr tamponem z povrchu kůže většinou nepřinese pozitivní kultivační nález. Inokulace se musí provést na Sabouraudův nebo sladinkový agar. Jako nejvhodnější se jeví misky naplněné Sabouraudovým agarem až po okraj, které se přitisknou na kůži a tak lze, podle počtu kolonií, infekci zhodnotit i kvantitativně. M. pachydermatis roste po 48–72 hodinách při teplotě 37 °C. Její kolonie jsou bílé, kulaté a lesknou se. Pro svůj růst na rozdíl od dalších druhů r. Malassezia nepotřebuje půdu obohacenou lipidy.
Někdy je obtížné prokázat, že melassezie hrají v daném případě opravdu úlohu patogena. Jindy ji naopak přes všechny typické klinické příznaky nedokážeme cytologicky prokázat. V těchto případech můžeme použít nepřímou diagnostickou metodu, tj. terapeutický pokus. Většinou se volí p.o. podávání kerokonazolu v dávce 10 mg/kg ž.h. jednou denně po dobu dvou týdnů.
Klinické příznaky malasseziózy jsou relativně nespecifické, a proto zahrnují rozsáhlé spektrum diferenciálních diagnóz. Navíc mnohá z těchto onemocnění může malassezióza doprovázet jako sekundární komplikace. Mezi nejčastější diferenciální diagnózy a zároveň primární onemocnění, která často podporují vznik malasseziózy patří: atopie, hypersenzitivita na bleší kousnutí, potravní hypersenzitivita, superfikciální pyodermie a všechny kožní změny, jejichž následkem se vytváří seborea.

## Terapie
Nejvhodnější způsob celkové léčby představuje aplikace ketokenazolu. Pruritus většinou ustupuje už v prvním týdnu podávání a kožní léze během 2 až 4 týdnů. Léčbu můžeme ukončit 7–10 týdnů po vymizení všech klinických příznaků. Ketokenazol je vylučován mazovými žlázami, což zároveň vysvětluje jeho účinnost na houby situované na povrchu epidermis.
Někdy způsobuje zvracení nebo nevolnost, kterým předejdeme podáváním tablety s trochou krmiva. Vzácně vyvolává ketokenazol poškození jater, zvláště u člověka a kočky. Nevýhodou je vysoká cena ketokenazolu. Cenově ještě nákladnější je méně toxický přípravek itrakonazol.
Někteří autoři varují před podceněním lokálních procesů, vyvolaných M. pachydermatis. Pokud použijeme pouze topickou terapii, tyto dermatitidy se buď nevyléčí nebo mají tendenci se opakovat. Proto se doporučuje vždy kombinovat lokální a celkovou terapii.
Lokální léčba – šampony vhodně doplňují celkovou terapii malasseziózy a v případě místní léze mohou být i jediným terapeutikem. Dobře se uplatňuje enilkonazol kombinovaný se sulfidem selenu. Často je účinný i chlorhexidin, nejméně v 1% koncentraci. Lokálně aplikovaný mikonazol poslouží i pro terapii obtížně přístupných míst, např. meziprstí či drápového lůžka. Vyrábí se ve formě šamponu i krému. Nezapomeňme ani na humánní šampon proti lupům Nizoral, obsahující ketokonazol. Šampony je vhodné používat alespoň dvakrát týdně, v závažných případech i každý den.
Pro otitidy způsobené M. pachydermatis se doporučují ušní kapky s obsahem nystatinu, mikonazolu nebo natamycinu.
Doprovodná terapie antibiotiky není pravidlem, ale mnohdy nutností. Případy vyžadující kombinovanou terapii antimykotiky a antibiotiky často při aplikace jen jednoho z nich nereagují na léčbu nebo po zdánlivém zlepšení následuje zhoršení.
Bez léčby primárního onemocnění nelze malasseziózu vyléčit. Pokud se primární chorobu přes veškerou snahu nepodaří identifikovat, musíme přistoupit k dlouhodobé terapii. Znamená to buď pravidelné koupání v léčebných šamponech nebo podávání ketokonazolu jednou či dvakrát týdně.